# 江原車站

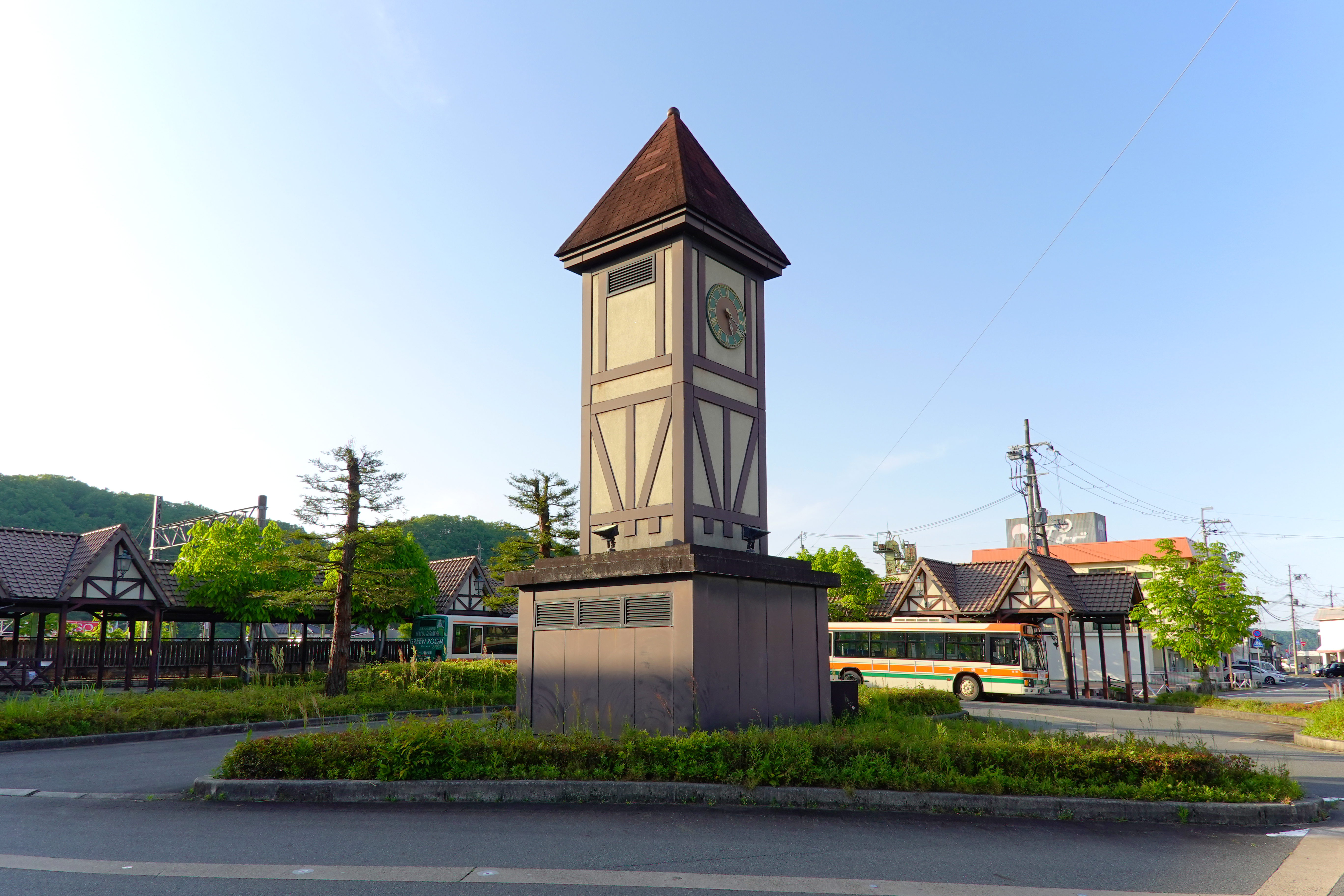
東口

江原車站（日语：／ Ebara eki */?）是一由西日本旅客鐵道（JR西日本）所經營的鐵路車站，位於日本兵庫縣豐岡市日高町，是山陰本線沿線車站之一，隸屬於近畿統括本部的管轄範圍，但是個委由JR西日本福知山MAINTEC（ジェイアール西日本福知山メンテック）代為經營的業務委託車站。
在過去江原車站原本是所在行政區城崎郡日高町的主車站，但目前日高町已合併成為豐岡市的一部份。在1970年之前，江原車站曾是出石鐵道與國鐵路線的銜接車站，11.2公里長的地方私人鐵路線，連結了日高町（今豐岡市）與出石町（今日也同是豐岡市的一部份）兩地。

## 車站結構
島式月台1面2線，設有列車交會設備的地面車站。閘口設有1個升降機。

### 月台配置
| 月台 | 路線     | 方向 | 目的地                 |
| ---- | -------- | ---- | ---------------------- |
| 1    | 山陰本線 | 上行 | 和田山、京都、大阪方向 |
| 2    | 山陰本線 | 下行 | 豐岡、城崎溫泉方向     |

## 使用情況
根據「豐岡市統計書」，2017年（平成29年）度1日平均上車人次為587人。
近年的1日平均上車人次如下表。
| 年度   | 1日平均 上車人次 |
| ------ | ---------------- |
| 2000年 | 840              |
| 2001年 | 802              |
| 2002年 | 721              |
| 2003年 | 669              |
| 2004年 | 644              |
| 2005年 | 642              |
| 2006年 | 620              |
| 2007年 | 596              |
| 2008年 | 614              |
| 2009年 | 646              |
| 2010年 | 650              |
| 2011年 | 631              |
| 2012年 | 638              |
| 2013年 | 653              |
| 2014年 | 617              |
| 2015年 | 637              |
| 2016年 | 608              |
| 2017年 | 587              |

## 相鄰車站
西日本旅客鐵道
 山陰本線
- 特急「東方白鸛」「城崎」「濱風」停車站

■快速、■普通
八鹿－（宿南信號場）－江原－國府

### 曾經存在的路線
出石鐵道
出石鐵道線
江原－上之鄉

## 外部連結
- 江原｜車站資訊：JR出門網 - 西日本旅客鐵道